# Luna E-3 No.2
A Luna E-3 No.2, (identificada pela NASA como Luna 1960B), foi a segunda de uma série de duas missões usando a plataforma E-3, para o Programa Luna (projeto soviético), tinha como objetivo, efetuar voos de aproximação com a Lua e obter fotos do seu lado oculto.
A Luna E-3 No.2, pesando 279 kg, foi lançada as 16:07:41 UTC de 16 de Abril de 1960, por um foguete Luna, a partir da plataforma 1/5 do cosmódromo de Baikonur.
Um dos foguetes auxiliares do primeiro estágio não conseguiu produzir o empuxo esperado e se separou do núcleo (segundo estágio) com apenas 0,4 segundos de voo. Isso fez com que os demais foguetes auxiliares também se separassem prematuramente, deixando o foguete sem o empuxo necessário para atingir a órbita. Os foguetes auxiliares sobrevoaram as imediações da base de lançamento sobre estações de rastreamento e áreas habitadas. O segundo estágio prosseguiu em sua trajetória sem no entanto entrar em órbita.